# Laura Wyld, Baroness Wyld

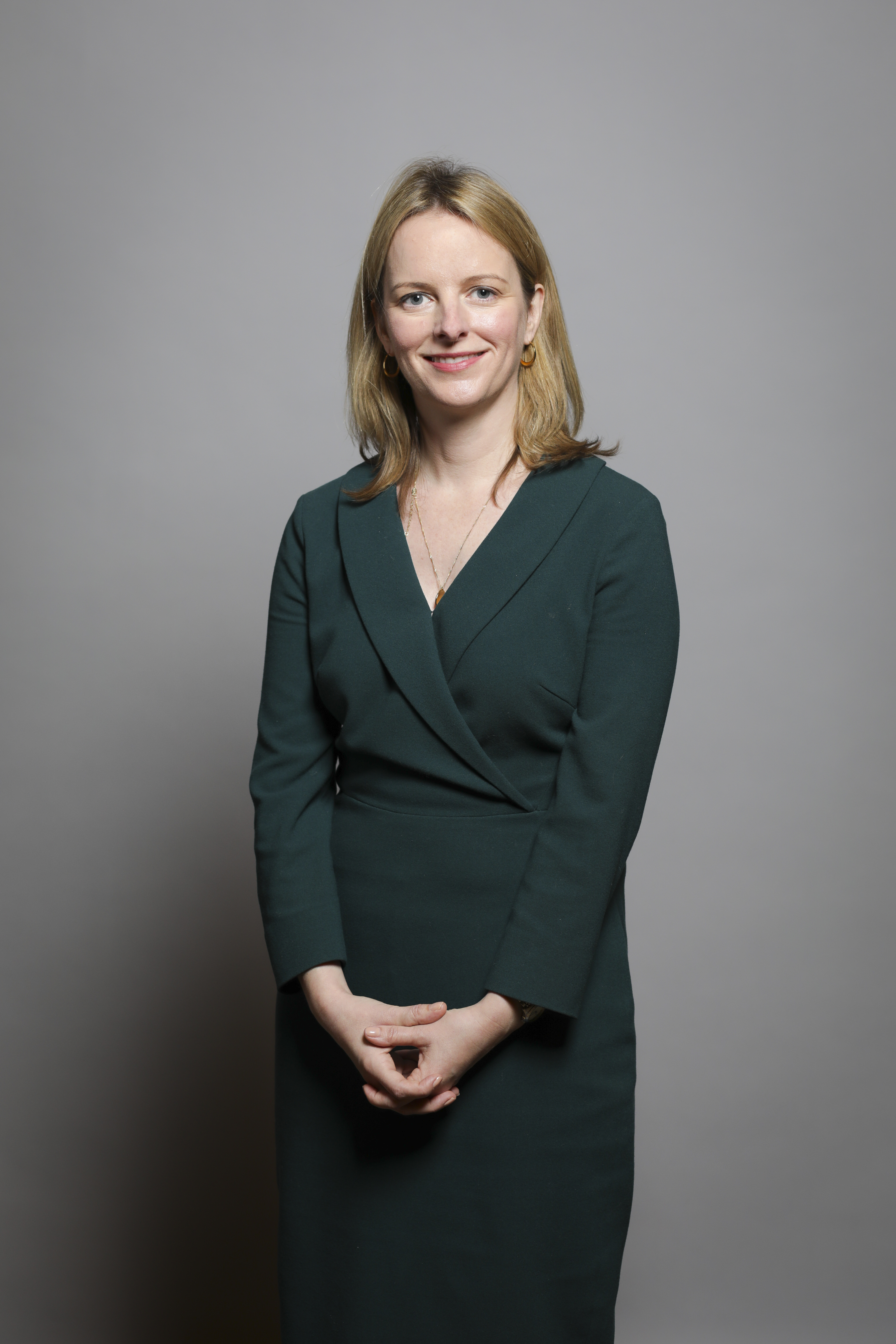
Offizielles Porträt der Baroness Wyld, 2019

Laura Lee Wyld, Baroness Wyld (* 1978 in Newcastle upon Tyne) ist eine britische Kommunikationswissenschaftlerin und konservative Politikerin.
Laura Wyld studierte in Newcastle upon Tyne und am Sidney Sussex College in Cambridge Geschichte.
Sie war von 2013 bis 2016 Leiterin der Appointments Unit des Premierministers David Cameron. Im Rahmen der Prime Minister’s Resignation Honours von David Cameron wurde sie 2016 als Life Peer nominiert, aber die Schaffung ihres Sitzs im House of Lords wurde bis zum Beginn der nächsten Parlamentssitzung verschoben. Am 22. Juni 2017 wurde sie auf Lebenszeit zur Baroness Wyld, of Gosforth in the City of Newcastle upon Tyne, geadelt und ist dadurch seither Mitglied des House of Lords.